# 铜梁西站
铜梁西站位于重庆市铜梁区，是重庆轨道交通璧铜线的一座地上站，车站编号BT/01。铜梁西是目前重庆轨道交通线网中最西端的车站。

## 结构
铜梁西站为高架二層側式车站，地面層為站廳，地上二層為月台層。

## 出入口
铜梁西站共设有5个出入口。
| 出入口   | 出入口 | 位置 | 目的地 |
| -------- | ------ | ---- | ------ |
|          |        |      |        |
| 出口 · 2 |        |      |        |
| 出口 · 3 |        |      |        |
| 出口 · 4 |        |      |        |
| 出口 · 5 |        |      |        |